# Diógenes Céspedes
Diógenes Céspedes Mercedes (Hato Mayor, 28 de mayo de 1941) es un poeta, ensayista, narrador, periodista y crítico literario dominicano. Es uno de los escritores más importantes de la República Dominicana: Su trabajo abarca más de 20 obras publicadas y ha sido galardonado con numerosos premios y distinciones entre los cuales se encuentran el Premio Nacional de Literatura (2007) y el Premio Nacional de Ensayo “Pedro Henríquez Ureña” (1983). Además de haber sido designado Profesor Meritísimo de la Facultad de Humanidades de la Universidad Autónoma de Santo Domingo otorgado en fecha 28 de octubre de 2004, es miembro de número de la Academia Dominicana de la Lengua y correspondiente de la Real Academia Española y también miembro de número de la Academia de Ciencias de la República Dominicana.

## Reseña biográfica
Diógenes Céspedes nació el 28 de mayo de 1941 en Hato Mayor, hijo de Porfirio Mercedes y María Antonia Céspedes, en el seno de una familia de escasos recursos. Impulsado y motivado por su familia y por allegados, se muda a Santo Domingo a los 15 años en búsqueda de mejores oportunidades de educación y empleo. 
En 1964 ingresa a la Universidad Autónoma de Santo Domingo (UASD), institución con la cual desarrollaría una relación de muchos años,  para realizar estudios de periodismo. En 1968 culminan sus estudios universitarios en la UASD y obtiene una licenciatura en periodismo. Con ansias de estudiar en el extranjero, el año siguiente, y luego de haber estudiado tres años la licenciatura en Idioma Francés, Diógenes Céspedes recibe en 1969 una beca del Gobierno francés para  concluir sus estudios de literatura y de francés en Besanzón, Francia.
En 1969 ingresa a la Universidad de Besanzón donde obtiene los títulos de Licenciatura en Metodología del Francés Aplicado a la Enseñanza de Lenguas Extranjeras (1971), Licenciatura en Lingüística General (1972) y una Maestría en Estilística del Francés Literario (1972).
Luego de culminar sus estudios en Francia, regresa a República Dominicana donde inicia su carrera periodística, literaria y académica, la cual abarcaría más de cuatro décadas. De 1973 a 1974 es reportero y columnista cultural  del desaparecido vespertino Última Hora se inicia también una colaboración con la Revista Bloque, donde escribiría unas series de artículos literarios. Desde 1973 hasta 1975 fue columnista del desaparecido vespertino La Noticia. En 1974 ingresa como profesor e investigador en la Universidad Autónoma de Santo Domingo, donde impartirá clases por 38 años. En 1976 publicó su primer libro Escritos críticos en Santo Domingo a través de la Editora Cultural Dominicana.
En 1977, becado por la Universidad Autónoma de Santo Domingo, regresa a Francia para realizar estudios de doctorado en Literatura General (Mención Poética) en la Universidad de París 8 (Vicennes à Saint-Denis) en París, Francia bajo la asesoría del crítico literario francés Henri Meschonnic. Luego de tres años, en 1980, recibe el título de doctor de la Universidad de París VIII y regresa una vez más a República Dominicana a continuar su carrera académica, periodística y literaria. 
En 1983, Diógenes Céspedes comienza a darse a conocer en el ámbito nacional tras la publicación de sus obras Ejercicios II. Poemas, Cuentos y Otros (1983), Seis ensayos sobre poética latinoamericana (1983) y Estudios sobre literatura, cultura e ideologías (1983). En este mismo año, la Secretaría de Educación y Bellas Artes de la República Dominicana tomó nota del trabajo de Céspedes, galardonándolo con el Premio Nacional de Ensayo “Pedro Henríquez Ureña” por su libro Seis ensayos sobre poética latinoamericana.
Cuatro décadas luego de culminar sus estudios en Francia, Céspedes ha publicado más de 20 obras y ha sido editor de varias, entre las cuales se destacan: Seis ensayos de poética latinoamericana (1983), Estudios sobre literatura, cultura e ideologías (1983), Ideas filosóficas, discurso sindical y mitos cotidianos en Santo Domingo (1984). Lenguaje y poesía en Santo Domingo en el siglo XX (1985), Política de la teoría del lenguaje y la poesía en América Latina en el siglo XX (1994), José Martí en la política y en el amor (1995), La poética de Franklin Mieses Burgos (1997), Contra la ideología racista en Santo Domingo (1998), Memorias contra el olvido: Autobiografía Literaria (2001), Al arma contra figuraciones (2001), La sangre ajena (2007) El sujeto dominicano (2012) y Política y teoría del futuro Estado nacional dominicano (2014).

## Otros Aportes
Además de sus publicaciones y obras literarias, Céspedes ha realizado varios aportes en el área de periodismo: escribiendo artículos desde la década de los 70 hasta la fecha. Fue columnista de periódicos como El Nacional, Listín Diario, El Caribe, la revista Rumbo. Fue director desde 1983 hasta 2000 de la revista literaria Cuadernos de Poética y  laboró como  director de la Sección Cultura del Periódico El Siglo (1998-2001).
Céspedes ha dedicado una gran parte de su vida a la docencia en la Universidad Autónoma de Santo Domingo por 38 años y fue profesor en las Escuelas de Letras, de Artes, y en las de Periodismo y de Idiomas ganó concursos por oposición, pero nunca se le asignó docencia. Además de impartir clases en República Dominicana, en 1987 fue designado como profesor invitado en la Universidad de Nebraska-Lincoln en Estados Unidos y en los años 1996 y 1997 como profesor invitado Fulbright en el Manhattan College en Riverdale, Nueva York.
Entre los diversos aportes realizados, Céspedes también ha ocupado posiciones de liderazgo en la sociedad dominicana. Trabajó en el Museo Nacional de Historia Natural de la República Dominicana como Encargado de Relaciones Públicas (1975-1977), fue el director de la Biblioteca Nacional de la República Dominicana (2002-2004) y se destacó como el director del Departamento de Español de la Universidad APEC (2008-2011), entre otros.

## Obras
- Escritos Críticos (1976)
- Ejercicios II (1983)
- Seis ensayos sobre poética latinoamericana (1983)
- Estudios sobre literatura, cultura e ideologías (1984)
- Lenguaje y poesía en Santo Domingo en el Siglo XX (1985)
- Antología de la oratoria en Santo Domingo (1994)
- Política de la teoría del lenguaje y la poesía en América Latina en el siglo XX (1995)
- Jose Martí en la política y el amor (1995)
- Editor de Antología del cuento dominicano (1996)
- La poética de Franklin Mieses Burgos (1997)
- Contra la ideología racista en Santo Domingo (1998)
- Política de la teoría del lenguaje y la poesía en España en el siglo XX (1999)
- Memorias contra el olvido. Autobiografía literaria (2001)
- (Poemas) (2001)
- Salomé Ureña y Hostos (2002)
- Editor de Los orígenes de la ideología trujillista (2002)
- Tres ensayos acerca de la relación entre los intelectuales, el Poder y sus instancias (2003)
- Ensayos sobre lingüística, poética y cultura (2005)
- La Sangre Ajena (2007)
- El Sujeto Dominicano (2012)
- Estudios lingüísticos, literarios, culturales y semióticos (2011)
- El sujeto dominicano. Aspectos sobre su especificidad (2012)
- Política y teoría del futuro Estado nacional dominicano (2012)
- Editor de Álbum de un héroe (A la augusta memoria de José Martí). (2013)
- Editor de Ponencias del coloquio Henri Meschonnic (2014)
- Migrantes dominicanos: ideologías y figuras independentistas en la literatura feminista puertorriqueña 1980-2010. (2014)
- Método y práctica semiótica. Para la historia de la crítica de cine en la República Dominicana (2015)